# Teodoro De Rossi di Santa Rosa
Teodoro De Rossi, conte di Pomerolo, signore di Santarosa (1812 – 1890), è stato un politico e funzionario italiano.

## Biografia
Era il figlio del celebre Santorre di Santa Rosa (1783-1825), protagonista dei moti del 1820-1821 nel Regno di Sardegna.
Nel 1838 entrò nell'amministrazione locale. Agli inizi del 1848 fu inviato a reggere provvisoriamente l'intendenza generale della Sardegna, e rimase a Cagliari fino all'ottobre 1848, quando fu trasferito all'intendenza di Nizza. Nominato segretario generale del Consiglio di Stato nel 1849, fu anche deputato dal 1849 al 1853; nel 1860 si oppose alla cessione di Nizza alla Francia. Dopo il 1853 collaborò strettamente con Camillo Benso, prima come direttore generale del Tesoro, poi come segretario generale delle Finanze e dell'Interno.
Morì nel 1890.